# Świdnica
Świdnica là một thị trấn thuộc huyện Świdnica, tỉnh Dolnośląskie ở miền tây nam Ba Lan. Thị trấn có diện tích 22 km². Đến ngày 1 tháng 1 năm 2011, dân số của thị trấn là 59384 người và mật độ 2729 người/km².